# Västsvenska juniorcupen
Västsvenska juniorcupen var en stor ungdomsturnering i fotboll. Precis som namnet antyder, var den öppen för lag i västra Sverige.

## Vinnare (listan ännu ej komplett)
- 1958: Örgryte IS
- 1960: GAIS[1]
- 1964: Kungsladugårds BK[2]
- 1970: BK Häcken[3]
- 1971: Arentorps SK
- 1995: IFK Göteborg[4]
- 1996: Västra Frölunda IF[5]
- 1997: IF Elfsborg[6]

### Fotnoter
1. ↑  ”Varbergsfotbollens historia”. Varbergs idrottshistoriska sällskap. 28 februari 2013. Arkiverad från originalet den 29 oktober 2013. https://web.archive.org/web/20131029204522/http://www.varbergsidrottshistoriska.se/fotbollsboken-11657863. Läst 27 oktober 2013.
2. ↑  ”Fakta om Kungsladugårds BK”. Kungsladugårds BK. Arkiverad från originalet den 29 oktober 2013. https://web.archive.org/web/20131029203058/http://www.kungsladugardsbk.se/cgi-bin/club_facts.cgi. Läst 27 oktober 2013.
3. ↑  ”50 år  i IF Böljan”. IF Böljan. 28 februari 1999. http://ifboljan.nu/dokument/IFB50.pdf. Läst 27 oktober 2013.
4. ↑  Fotboll 95
5. ↑  Fotboll 96
6. ↑  Fotbollextra årsbok 97